# Jan IV. Dukas Laskaris
Jan IV. Dukas Laskaris (25. prosince 1250 – kolem roku 1305) byl nikájským císařem v letech 1258 až 1261. Narodil se jako syn Theodora II. Duky Laskarise a Eleny Bulharské. Namísto něj spravoval říši Michael VIII. Palaiologos, který Jana roku 1261 svrhl a sám se ujal trůnu.

## Historie
Janu IV. bylo pouze sedm let, když zdědil trůn po smrti svého otce. Mladý vládce byl posledním členem dynastie Laskarisů, která se významným dílem zasadila o znovuvytvoření Byzantské říše. Jako regent za něj původně z vůle předchozího císaře vládl úředník Georgios Muzalon, ale poté byl svržen a jeho místa se zmocnil šlechtic Michael Palaiologos, který se posléze 1. ledna 1259 prohlásil spolucísařem. Po Michaelově dobytí Konstantinopole 25. července 1261 byl Jan IV. ponechán v Nikai. Na své jedenácté narozeniny 25. prosince 1261 byl na Michaelův rozkaz oslepen, což ho vyřadilo z pozice následníka trůnu. Tento čin využil patriarcha Arsenios při sporech o unii se západní církví a označil Michaela Palaiologa za uzurpátora. Jan IV. strávil zbytek svého života jako mnich pod jménem Josef. Zemřel roku 1305.